# Gaston Billotte
Pour les articles homonymes, voir Billotte.
Gaston Billotte, né le  10 février 1875 à Sommeval et mort le 23 mai 1940 à Ypres, dans un accident de la route, est un général français.
Il commande le 1er groupe d'armées pendant la bataille de France et la percée de Sedan, en mai 1940.
C'est l'un des treize officiers généraux français morts au cours des opérations de mai-juin 1940.

## Biographie

### Famille
Né à Sommeval dans l'Aube, il est le fils d'Henri Billotte, instituteur d'origine bourguignonne, et d'Adèle Privé. Il se marie à Paris, le 11 mai 1904 avec Catherine Nathan. De cette union naît un enfant, Pierre Billotte (1906-1992), général et homme politique français.

### Formation et premières campagnes
Il entre à l'École spéciale militaire de Saint-Cyr en 1894 (promotion d'Alexandre III). À la sortie d'école en 1896, il sert dans l'infanterie de marine.
Il est envoyé au Tonkin et en Chine.
Il rentre en France et suit l'école de Guerre (promotion 1907-1909).
Il repart au Tonkin comme chef de bataillon de 1911 à 1913, puis au Maroc jusqu'en 1915 dans le corps d'occupation.

### Première Guerre mondiale
Lieutenant-colonel en 1915, il est affecté au Grand Quartier général, chef de la section du théâtre des opérations extérieur (TOE). Il est promu colonel en 1916 et nommé chef du 3e bureau du groupe de l'avant. En 1918, il commande un régiment d'infanterie et est gazé à l'ypérite au mont Kemmel.

### Entre-deux-guerres

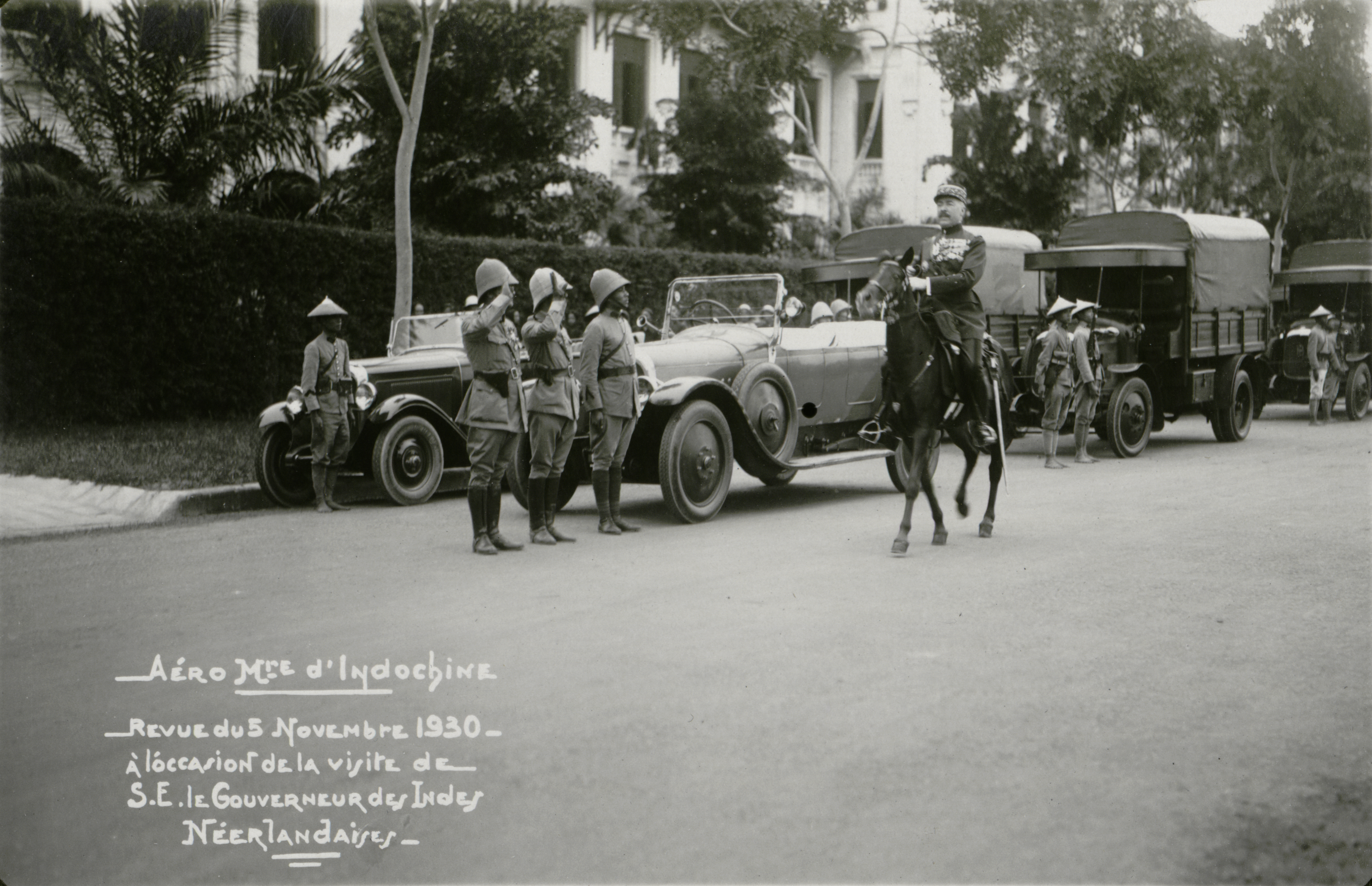
Le général Billotte (à cheval) passe en revue les troupes de la garnison de Hanoï le 5/11/1930.

Après la guerre, d'avril 1919 à décembre 1920, il fait partie de la mission militaire française en Pologne durant la guerre russo-polonaise de 1920. La Pologne le nomme général de brigade dans son armée. Il est promu général de brigade de l'armée française en juillet 1920. 
De février à juin 1921, il est commandant de la 1re brigade d'infanterie de Tunisie et de la subdivision de Tunis. 
De juin 1921 à novembre 1924, il est le commandant de la 2e division du Levant. 
Il fait ensuite campagne au Maroc pendant près d'un an en 1925-1926 durant la guerre du Rif. 
Nommé général de division en avril 1927, il est affecté à l'état-major des troupes coloniales. En décembre 1927, il prend le commandement de 10e division d'infanterie puis en mai 1929 de la 3e division d'infanterie coloniale. 
En 1930, il prend la tête des forces de l'armée française en Indochine. 
À son retour, il est nommé général d'armée en 1933 et devient membre du Conseil supérieur de la guerre en novembre 1933, le restant jusqu'au début de la Seconde Guerre mondiale. De février 1936 à décembre 1937, il est également président du Comité consultatif de défense des colonies. En février 1937, il est placé officier hors cadre et maintenu en activité. 
Le 17 novembre 1937, il est nommé gouverneur militaire de Paris.

### Seconde Guerre mondiale
Lors de l'entrée en guerre de la France en septembre 1939, il commande le groupe d'armées n° 1 qui s'étend de Montmédy, dans la Meuse, à la mer du Nord. En décembre 1939, deux mois après la victoire rapide de l'Allemagne en Pologne, il écrit un rapport à ses supérieurs, les généraux Gamelin et Georges, sur l'emploi de l'arme blindée. Il souligne que, du côté polonais, la nature du terrain peu propice à la défense, la pauvreté des fortifications et le manque d'armes antichars ont entraîné la victoire « éclair » allemande. Il fait le rapprochement avec la situation de la Belgique qu'il juge similaire. Dans son rapport, il estime avec justesse le nombre de blindés allemands (environ 2 000) et il indique que « numériquement et techniquement, notre supériorité sur les cinq divisions blindées allemandes ne fait pas de doute. Mais que, tactiquement ce n'est pas vrai puisque nous n'avons que trois divisions mécanisées à leur opposer. »

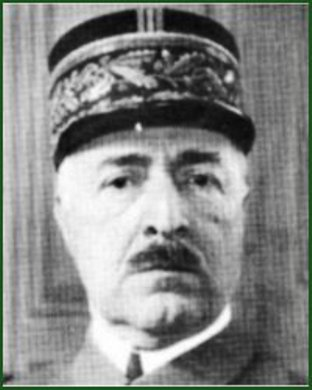
Photographie du général Billote.

Pendant la bataille de France, il dirige la manœuvre Dyle Breda le 10 mai 1940, menée par les 1re, 7e et 9e armées, qui est un échec, dû principalement à l'effondrement du front de la Meuse et à la percée allemande à Sedan. Il tente alors de réorganiser une défense, disloquée par la poussée des blindés allemands vers la mer. Son action et ses décisions sont analysées de façon critique par Marc Bloch dans son livre L'Étrange Défaite.
Le 19 mai, il participe à la conférence d'Ypres où le général Maxime Weygand, qui vient de prendre le commandement, essaye de mettre au point une offensive, tardive, pour couper les arrières des divisions blindées allemandes. De retour de cette réunion, dans la nuit du 21 au 22 mai 1940, sa voiture roule vite et percute un camion militaire dans le village de Locre en Belgique, près de Bailleul. Gravement blessé et plongé dans le coma, le général Billotte meurt deux jours plus tard à l'hôpital d'Ypres, le 23 mai 1940  et il est déclaré « mort pour la France ».
Il est enterré au cimetière du Montparnasse à Paris.
En 1943, son épouse Catherine Billotte née Nathan, veuve depuis 1940, fait partie de la liste de trois personnes d'origine juive que le Maréchal Pétain appuie pour leur éviter de porter l'étoile jaune pendant la guerre,.

## Grades
- 1er octobre 1898, lieutenant
- 31 décembre 1903, capitaine
- 23 décembre 1911, chef de bataillon
- 2 juillet 1915, lieutenant-colonel
- 11 août 1916, colonel
- 15 mars 1919, général de brigade dans l’armée polonaise
- 11 juillet 1920 général de brigade dans l’armée française
- 9 mars 1927, général de division
- 14 juin 1930, général de corps d'armée
- 4 novembre 1933, général d'armée

## Décorations

### Décorations françaises
- Grand-croix de la Légion d'honneur (décret du 23 décembre 1937)[12]
- Croix de guerre 1914-1918 (2 citations à l’ordre de l’armée)
- Croix de guerre des Théâtres d'opérations extérieurs, palme de bronze (une citation à l'ordre de l’armée le 21 septembre 1923)
- Médaille coloniale (avec agrafe Maroc)
- Médaille interalliée de la Victoire
- Insigne des blessés militaires
- Médaille commémorative de la guerre 1914-1918
- Médaille commémorative de Syrie-Cilicie

### Décorations étrangères
- Grand officier de l'ordre de la Couronne (Belgique).
- Officier de l'ordre de Léopold (Belgique).
- Croix de guerre (Belgique).
- Chevalier de l’ordre royal du Cambodge (Cambodge).
- Commandeur de l'ordre de la Couronne d'Italie (Italie).
- Commandeur de l'ordre du Soleil levant (Japon).
- Commandeur de l'ordre du Ouissam alaouite, 1913 (Maroc).
- Commandeur de l'ordre Polonia Restituta (Pologne).
- Ordre militaire de Virtuti Militari (Pologne)[13].
- Ordre du Bain (Royaume-Uni).
- Chevalier commandeur de l’ordre royal de Victoria (Royaume-Uni).
- 2e classe de l'ordre de Sainte-Anne (Russie).
- Chevalier de l'ordre de l'Étoile de Karageorge (Serbie).
- Grand officier du Nichan Iftikhar (Tunisie).